# Vlaamse Onafhankelijke Stripgilde
Het Vlaamse Onafhankelijke Stripgilde is een Vlaamse beroepsvereniging voor stripauteurs.

## Geschiedenis
De organisatie werd in 1978 opgericht op initiatief van Eddy Ryssack, Danny De Laet en Berck. Verschillende gerenommeerde Belgische striptekenaars en -scenaristen werden lid van de organisatie. De Franstalige afdeling heet de "Union Professionnelle des Créateurs d' Histoires en Images et de Cartoon" (UpCHIC), een naam bedacht door Yvan Delporte. De statuten werden opgesteld door John Bultinck. Eddy Ryssack en Berck waren de eerste voorzitters en Jean-Pol penningmeester. Mid jaren 80 werd Hec Leemans voorzitter. Hij werd respectievelijk opgevolgd door Wim Swerts, Marc Daniëls en Marc Verhaegen. Sinds 2013 leidt Ivan Claeys de Stripgilde als voorzitter. 
Er verscheen ook een driemaandelijks infoblad, "Stripgilde". 
Jaarlijks reikt het gilde de Stripvos uit, een prijs voor personen of instellingen die met hun activiteiten van grote betekenis zijn of zijn geweest voor de Vlaamse stripwereld. Ook wordt jaarlijks de Debuutprijs uitgereikt aan beginnende stripauteurs.
Het gilde reikte tot 2018 ook de Plastieken Plunk uit samen met Pulp deLuxe.

## Laureaten StripVOS
| Jaar | Prijs                        | Naam                                       |
| ---- | ---------------------------- | ------------------------------------------ |
| 2002 | Stripcarrière                | Marc Sleen                                 |
| 2003 | Verdienstelijke persoon      | Patrick Van Gompel                         |
| 2004 | Stripcarrière                | Jef Nys                                    |
| 2005 | Verdienstelijke organisatie  | De strip-speciaalzaak                      |
| 2006 | Stripcarrière                | Paul Geerts                                |
| 2007 | Verdienstelijke persoon      | Frank Daniëls                              |
| 2008 | Verdienstelijke organisatie  | Het Vlaams Fonds voor de Letteren          |
| 2008 | Beste Nederlandstalige album | Marvano                                    |
| 2008 | Stripcarrière                | Jeff Broeckx                               |
| 2009 | Verdienstelijke organisatie  | Het Belgisch Centrum voor het Beeldverhaal |
| 2009 | Beste Nederlandstalige album | Brecht Evens                               |
| 2009 | Stripcarrière                | Jan Smet                                   |
| 2010 | Verdienstelijke persoon      | Peter Bonte                                |
| 2010 | Beste Nederlandstalige album | Ken Broeders                               |
| 2011 | Verdienstelijke organisatie  | Pinceel                                    |
| 2011 | Stripcarrière                | Merho                                      |
| 2011 | Beste Nederlandstalige album | Simon Spruyt                               |
| 2012 | Verdienstelijke persoon      | Kurt Morissens                             |